# Dunscaith Castle
Dunscaith Castle (auch Dun Sgathaich, Dun Scaich oder Tokavaig) ist eine Burgruine in der Gemeinde Sleat, etwa 40 km südwestlich von Portree auf der Insel Skye in Schottland.

## Geschichte
Archäologische Funde belegen eine Burg aus dem 11. Jahrhundert an gleicher Stelle. Diese gehörte dem Clan MacDonald of Sleat, einem Zweig des Clan MacDonald. Schriftlich belegt ist, dass im 14. Jahrhundert der Clan MacLeod die Burg übernahm und Verbündete aus dem Clan MacAskill als Burgwächter einsetzte. Im frühen 15. Jahrhundert wurde Dunscaith Castle wieder vom Clan MacDonald übernommen.
Bei einem der Versuche, die Macht des Clan MacDonald zu brechen, der zu diesem Zeitpunkt bereits der mächtigste Clan Schottlands war und dessen Oberhaupt den Titel Lord of the Isles trug, wurde Dunscaith Castle um 1430 von Truppen König Jakobs I. besetzt. Nach deren Abzug überließ König Jakob den Besitz der Burg wiederum dem Clan MacDonald.
Im frühen 17. Jahrhundert gab Clan MacDonald die Burg auf und ließ sie verfallen.

## Bauphasen

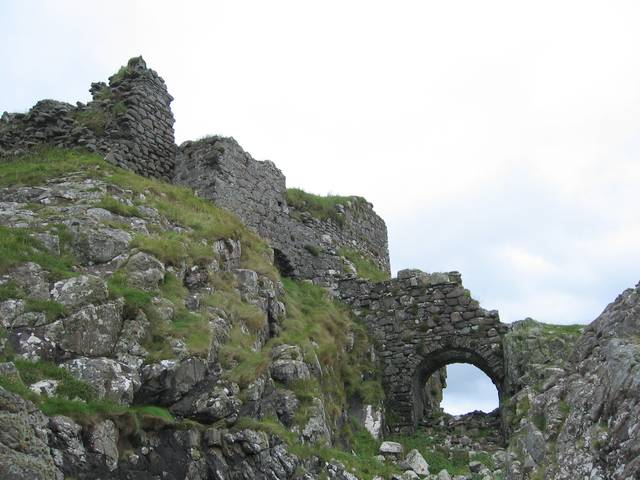
Blick von unten auf den Eingangsbereich

Die Burg liegt auf einem etwa 15 Meter hohen Felsen im Meer, der durch eine Lücke von knapp zehn Metern vom Festland getrennt ist. Der ursprüngliche Zugang über diese Schlucht bestand aus einer von beiden Seiten mit Mauern geschützten Zugbrücke. Nach der Zugbrücke folgte ein Tor, nach diesem führte eine ebenfalls beidseitig mit Mauern versehene Treppe zur eigentlichen Burg.
Teile der ursprünglichen Burgmauer sind an der Seeseite noch erhalten. Die Mauer ist etwa zwei Meter dick, aus Bruchsteinen verschiedener Größen hergestellt und mit einem der frühesten erhaltenen Kalkmörtel in dieser Region gemauert. Die restlichen Gebäude der frühen Burg, zu denen auch ein Bergfried oder ein Wohnturm gehört haben muss, sind nur noch anhand grasbedeckter Hügel zu erkennen. 
Die heute vorhandene Zugbrücke sowie die restlichen Mauern und Gebäudeteile entstammen dem späten 16. sowie dem frühen 17. Jahrhundert. Deutlich zu erkennen sind der Innenhof mit einem Brunnen sowie im Südosten die Reste einer Treppe, die zu einem Turm oder einem Wehrgang geführt haben muss.